# Крикончук Світлана Євгенівна
Світла́на Євге́ніївна Крикончу́к (нар. 21 грудня 1984, с. Цеценівка Шумського району Тернопільської області) — українська біатлоністка, майстер спорту міжнародного класу, срібна призерка чемпіонату Європи, чемпіонка Всесвітньої Універсіади, п'ятиразова чемпіонка світу та п'ятиразова чемпіонка Європи з літнього біатлону.

## Біографія
Навчалася в Тернопільському педагогічному університеті, який закінчила 2007 року. Виступала за команду Тернопільського обласного спортивного товариства «Колос». Тренувалася у Володимира  Бутка, Павла Клочка, Ігоря Починка, Олега Бунта
Була призеркою літніх чемпіонатів світу серед юніорів:
- 2003 (Форні-Аволтрі, Італія): 1 золота, 2 срібні медалі
- 2004 (Осрблі, Словаччина): 1 золота, 1 срібна медалі
- 2005 (Муоніо, Фінляндія): 3 золоті, 1 срібна медалі

Здобула звання майстра спорту 2003 року, звання майстра спорту міжнародного класу 2007 року.
У 2003-2013 роках виступала за збірну команду України з літнього біатлону. На чемпіонаті світу з літнього біатлону 2007 року, що проходив у місті Отепя (Естонія) зайняла друге місце.
На чемпіонаті Європи 2007 року на НСБ "Тисовець" (Львівська область, Україна) здобула 2 золоті та одну срібну медалі.
На зимовому чемпіонаті Європи 2010 року в Отепя здобула срібну медаль. На літньому чемпіонаті Європи в 2010 році завоювала 1 срібну та 1 бронзову медалі в Осрблі (Словаччина).
У 2011 році здобула перемогу на 26-й Всесвітній зимовій універсіаді в Ерзурумі (Туреччина). На літньому чемпіонаті Європи здобула срібну медаль в Мартеллі (Італія).
В 2012 році на літньому чемпіонаті Європи завоювала 2 золоті та 1 срібну медаль в Осрблі (Словаччина).
В 2013 році здобула золоту нагороду на літньому чемпіонаті Європи в Хаані (Естонія), після того завершила спортивну кар'єру.
Працювала в Тернопільській обласній дитячо-юнацькій спортивній школі із зимових видів спорту на посаді інструктора-методиста, а наприкінці 2021 року рішенням сесії Тернопільської обласної ради була призначена її директоркою.
Суддя I категорії з біатлону.